# OpenFEM
OpenFEM es un conjunto de herramientas de elementos finitos que maneja múltiples fenómenos (multi-físicas) diseñada para ser usada dentro de un ambiente de cómputo matricial, como matlab o scilab. La versión actualmente disponible ha sido desarrollada entre el equipo MACS del INRIA y la empresa SDTools a partir de las librerías MODULEF y SDT (Structural Dynamics Toolbox). OpenFEM es distribuido bajo licencia GNU-LGPL. Entre los próximos desarrollos se contempla la inclusión de directivas de OpenMP para el mejor aprovechamiento de arquitecturas paralelas.

## Modo de uso
Para realizar un cómputo con OpenFEM se realizan los pasos siguientes:
- Definición de la geometría sobre la que se define el problema.
- Definición de los elementos de la malla que representa el problema, sobre la base de la geometría dada.
- Definición de las propiedades de los materiales usados.
- Definición de las propiedades de los elementos.
- Definición del modelo del problema, generalmente usando la herramienta femesh de OpenFEM o importándolo desde una herramienta de modelado externa.
- Definición de las condiciones de borde
- Definición de las cargas
- Resolución del problema, para lo cual OpenFEM provee herramientas de resolución para respuestas estáticas a casos de carga. Las herramientas de resolución no lineal están en fase de desarrollo (2005). Para problemas de dinámica se dispone de herramientas de resolución de eigenvalue (Lanczos) y tránsito (Newmark implícito y explícito, Galerkin discontinuo en el tiempo, lineal y no lineal).[2]
- Una vez realizados los cómputos, la versión scilab dispone de herramientas de visualización de resultados. Estas incluyen, visualización de la malla, animación de las deformaciones y coloración sobre la base de un vector de estrés. Se incluye también una interfaz con la herramienta de visualización y animación Medit.

El manual de OpenFEM contiene diversos problemas modelados con esta herramienta.